# Cosuenda
Cosuenda ist ein spanischer Ort und eine Gemeinde (municipio) mit 329 Einwohnern (Stand: 2024) im Süden der Provinz Saragossa in der Autonomen Gemeinschaft Aragonien. Die Gemeinde gehört zur bevölkerungsarmen Serranía Celtibérica. 

## Lage und Klima
Cosuenda liegt ca. 70 Kilometer (Fahrtstrecke) südwestlich der Provinzhauptstadt Saragossa in einer Höhe von ca. 630 m. Das Klima ist gemäßigt bis warm; Regen (ca. 467 mm/Jahr) fällt übers Jahr verteilt.
Die Gemeinde gehört zum Weinbaugebiet Cariñena.

## Bevölkerungsentwicklung
| Jahr      | 1970 | 1981 | 1991 | 2001 | 2011 | 2021 |
| Einwohner | 555  | 482  | 449  | 415  | 413  | 335  |

## Sehenswürdigkeiten
- Maria-von-den-Engeln-Kirche (Iglesia de Nuestra Señora de Los Ángeles) von 1681
- Turm von La Lisalta

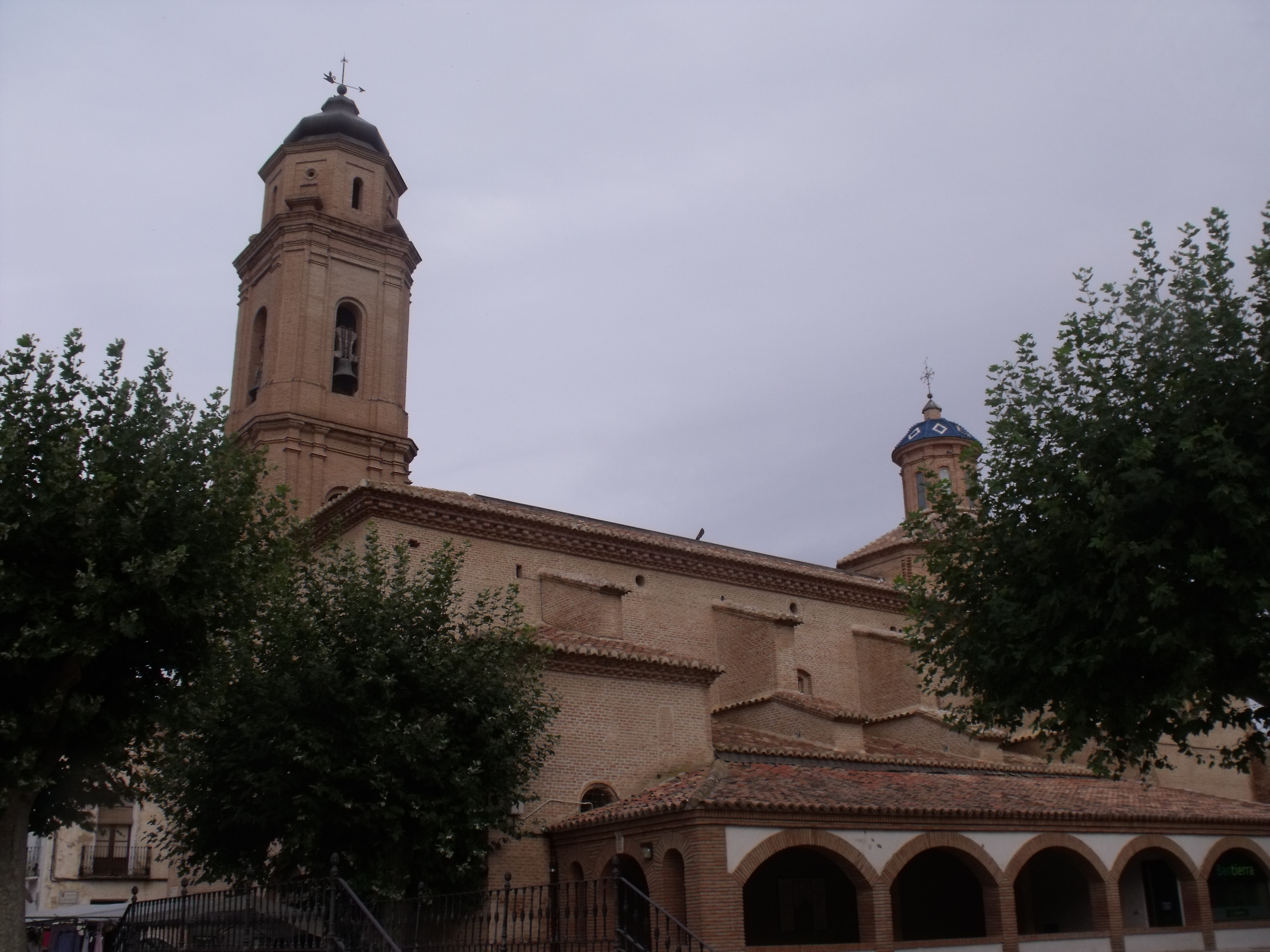
Maria-von-den-Engeln-Kirche
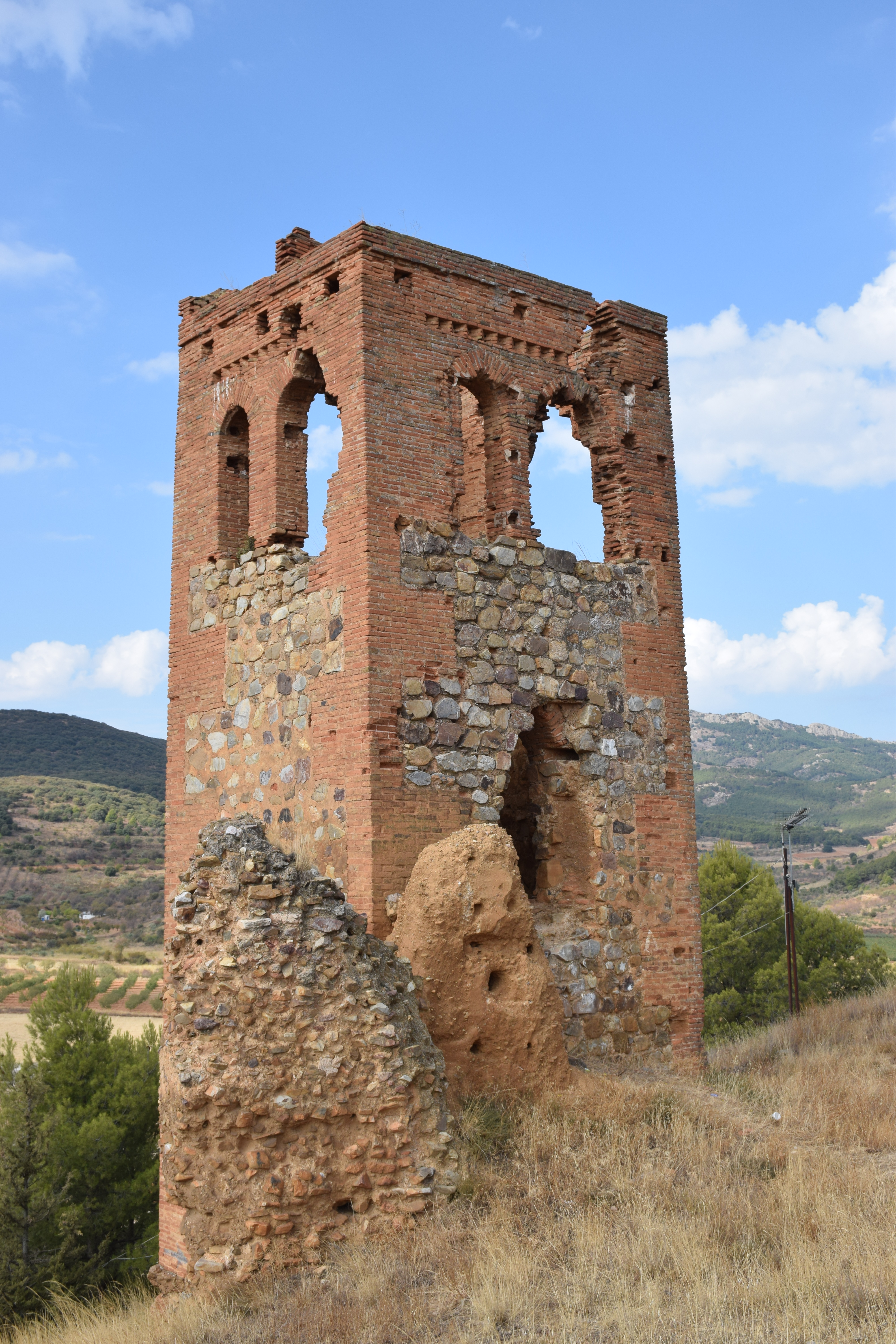
Turm von La Lisalta